# مارك جونسون (ملحن)
مارك جونسون (بالإنجليزية: Marc Johnson)‏ هو موزع وملحن أمريكي، ولد في 21 أكتوبر 1953 في أوماها في الولايات المتحدة.

## وصلات خارجية
- مارك جونسون على موقع ميوزك برينز (الإنجليزية)
- مارك جونسون على موقع أول ميوزيك (الإنجليزية)
- مارك جونسون على موقع ديسكوغز (الإنجليزية)